# David Pleat
David John Pleat (Nottingham, 15 januari 1945) is een Engels voormalig voetbalcoach en voetballer die speelde als buitenspeler. Hij coachte onder meer de Premier League-clubs Tottenham Hotspur en Sheffield Wednesday. Pleat is Joods.

## Biografie
De vader van David Pleat is Joods en draagt de familienaam Plotz. Pleat speelde gedurende zijn loopbaan als flankspeler achtereenvolgens voor Nottingham Forest, Luton Town, Shrewsbury Town, Exeter City en Peterborough United. Tussen 1962 en 1971 kwam hij 185 keer in actie in competitieverband en maakte 27 doelpunten.
Vervolgens werd Pleat actief als coach. Aanvankelijk zes jaar bij het bescheiden Nuneaton Borough (1971–1977), waar hij dermate opviel met zijn aanpak dat de toenmalige eersteklasser Luton Town hem in 1978 aanstelde als coach. Pleat bleef stijgen in prominentie als coach en in 1986 resulteerde dat in een job als manager-coach bij Tottenham Hotspur. Hij was een seizoen coach van Tottenham, het seizoen 1986/87. Van 1987 tot 1991 had Pleat de leiding over Leicester City. In 1998 was hij opnieuw in dienst bij de Spurs als interim-coach tot met George Graham een nieuwe coach werd gevonden.
Tussen zijn periode als coach van Leicester en drie termijnen als interim-coach van Tottenham, was Pleat in functie als hoofdcoach van opnieuw Luton Town (1991–1995) en uiteindelijk Premier League-club Sheffield Wednesday van 1995 tot 1997. Bij de Premier League-middenmoter Sheffield Wednesday volgde hij (speler)-coach Trevor Francis op, die met Wednesday de finale van de FA Cup bereikte in 1993. Sheffield verloor toen van het Arsenal van George Graham. Onder Pleat presteerde Sheffield sterk na een matig eerste seizoen. In het seizoen 1996/97 werd men zevende. Medio seizoen 1997/98, na het ontslag van David Pleat die tweeënhalf seizoen aanbleef, namen The Owls een abonnement op de tweede tabelhelft onder de Welshe interim-manager Peter Shreeves. Op 14 november 1997 werd de ontslagen Pleat opgevolgd door Ron Atkinson, die al eens eerder Wednesday-coach was geweest. Atkinson behoedde Wednesday voor degradatie uit de Premier League, iets wat in 2000 toch een feit zou zijn.
In 2003 werd Pleat voor het laatst aan boord gehaald door Tottenham Hotspur na het ontslag van Glenn Hoddle (september 2003). Hoddle kon die beslissing van Spurs-voorzitter Daniel Levy niet verkroppen en haalde zelfs uit naar Pleat nadat de goede resultaten niet meteen volgden. Tottenham werd veertiende in het seizoen 2003/04. In zijn plaats kwam de voormalige Franse bondscoach Jacques Santini, met ingang van het seizoen 2004/05. Echter de kop van Santini rolde niet veel later evenzeer, met bittere reacties tot gevolg. Pleats trainerscarrière duurde iets meer dan 25 jaar.